# خوجاوند
مدينة خوجاوند - (بالأذرية: Xocavənd) هي مدينة في مرتفعات قرة باغ، وسط منطقة خوجاوند في أذربيجان.كانت الأراضي التاريخية لأذربيجان.
احتلت خوجاوند من قبل جمهورية أرمينيا في 2 أكتوبر لعام 1992.
خوجافاند تعني «جيل خوجالي» وكلمة «وند» من اللغة الفارسية وتستخدم في أسماء الأجيال والقبائل والألقاب.

## المناخ
يظهر الجدول التالي التغييرات المناخية على مدار السنة لخوجاوند:
| البيانات المناخية لـخوجاوند                        | البيانات المناخية لـخوجاوند | البيانات المناخية لـخوجاوند | البيانات المناخية لـخوجاوند | البيانات المناخية لـخوجاوند | البيانات المناخية لـخوجاوند | البيانات المناخية لـخوجاوند | البيانات المناخية لـخوجاوند | البيانات المناخية لـخوجاوند | البيانات المناخية لـخوجاوند | البيانات المناخية لـخوجاوند | البيانات المناخية لـخوجاوند | البيانات المناخية لـخوجاوند | البيانات المناخية لـخوجاوند |
| الشهر                                              | يناير                       | فبراير                      | مارس                        | أبريل                       | مايو                        | يونيو                       | يوليو                       | أغسطس                       | سبتمبر                      | أكتوبر                      | نوفمبر                      | ديسمبر                      | المعدل السنوي               |
| -------------------------------------------------- | --------------------------- | --------------------------- | --------------------------- | --------------------------- | --------------------------- | --------------------------- | --------------------------- | --------------------------- | --------------------------- | --------------------------- | --------------------------- | --------------------------- | --------------------------- |
| متوسط درجة الحرارة الكبرى °م (°ف)                  | 5.5 (41.9)                  | 6.4 (43.5)                  | 10.1 (50.2)                 | 17.5 (63.5)                 | 21.7 (71.1)                 | 26.6 (79.9)                 | 29.8 (85.6)                 | 29.7 (85.5)                 | 24.8 (76.6)                 | 19.1 (66.4)                 | 12.6 (54.7)                 | 8.0 (46.4)                  | 17.7 (63.8)                 |
| متوسط درجة الحرارة الصغرى °م (°ف)                  | −1.7 (28.9)                 | −1.0 (30.2)                 | 1.8 (35.2)                  | 7.6 (45.7)                  | 12.1 (53.8)                 | 16.4 (61.5)                 | 19.5 (67.1)                 | 18.4 (65.1)                 | 15.2 (59.4)                 | 10.2 (50.4)                 | 4.9 (40.8)                  | 0.6 (33.1)                  | 8.7 (47.6)                  |
| الهطول مم (إنش)                                    | 20 (0.8)                    | 26 (1.0)                    | 36 (1.4)                    | 49 (1.9)                    | 68 (2.7)                    | 55 (2.2)                    | 23 (0.9)                    | 23 (0.9)                    | 28 (1.1)                    | 44 (1.7)                    | 31 (1.2)                    | 25 (1.0)                    | 428 (16.8)                  |
| المصدر: http://en.climate-data.org/location/21894/ |                             |                             |                             |                             |                             |                             |                             |                             |                             |                             |                             |                             |                             |

## أعلام
- ليونارد بتروسيان